# Jermaine Jones
Jermaine Jones (Németország, Frankfurt, 1981. november 3. –) egy német születésű, amerikai futball-játékos. Posztja szerint szélső középpályás. 2017 óta nincs csapata, válogatott szinten az amerikai labdarúgó-válogatott sorait erősíti.

## Magánélete
Jones Frankfurt-Bonames-ben nőtt fel. Az édesapja afroamerikai katona volt, aki Németországban állomásozott. Még gyermekként, Jones Chigagóban és a mississippi Greenwoodban is élt, mielőtt szülei elváltak, és ő édesanyjával visszaköltözött Németországba.
Jones a többszörös országos bajnok női focista, Steffi Jones jó barátja, aki szintén német-amerikai nemzetiségű, és egy afroamerikai katona gyermeke. Mindketten azonos klubban kezdték pályafutásukat, az SV Bonamesben (habár nem ugyanakkor). Kettőjük között rokoni kapcsolat nem áll fenn.

## Klub-pályafutása
Jones ifjúsági karrierjét az SV Bonames-ben kezdte, ezután az FV Bad Vilbelhez került, majd 1994 és 1995 között, 13 éves korában az Eintracht Frankfurt akadémiáján játszott. A következő öt évét tanulással és játéka minőségének javításával töltötte, majd a 2000–2001-es szezonban mutatkozott be az Eintracht Frankfurt II-es csapatánál (U23), s ebben az idényben 25 pályára lépése alkalmával 8 gólt szerzett. Az első számú keretbe 2001-ben került be. 2001 és 2003 között Jones 46 alkalommal lépett pályára a felnőtt csapatban és 7 gólt szerzett, elsősorban középső védekező középpályásként játszatták.
Jó formájának hatására a Bayer Leverkusen alkalmazásába került, ám az első csapatba kerülésre kevés esélye volt. A 2004–2005-ös Bundesliga szezon nagy része folyamán a háttérbe szorult, és a második csapatban kényszerült játszani. Jones, hat hónappal a Bayer Leverkusenhez történt igazolása után, kölcsönbe máris újra-aláírt az Eintracht Frankfurthoz, majd a következő szezonban befejezte a visszatérést a hessei székhelyű csapathoz, a 2005–2006-os szezon előtt. Ugyanakkor a 2005–2006-os szezonban Jones egy műtétet igénylő, súlyos lábsérülést szenvedett el, így nyolc hónapig nem léphetett pályára, mindössze a szezon utolsó meccsének első félidejében léphetett pályára. A következő két idényben Jones kialakította önmagáról a „tini bálvány” képet, s magát minőségi játékossá képezve a csapat kapitánya lett.
2007 márciusában Jones bejelentette, hogy a 2006–2007-es szezon után nem hosszabbítja meg szerződését az Eintracht Frankfurttal. Több szurkolót felháborított, hogy Jones törölte szerződési tárgyalását a klub elnökével, Heribert Bruchhagennel, néhány nappal azelőtt, hogy arra sor került volna. 2006 októberében Jonesnak már egyszer meg kellett védenie magát, amikor elutasított egy ajánlatot, azzal az indokkal, hogy mivel a Sasok vezetősége sokat segített neki a sérülése idején, maradni akart a csapatnál. Ám később mégis a Bundesliga óriáshoz, a Schalke 04-hez csatlakozott.
A következő három idény viszonylag sokrétű volt a Schalke-nél, Jones karrierjét újabb sérülések hátráltatták, köztük egy hajszálrepedéses izomsérülés, amelynek köszönhetően kihagyásra kényszerült a 2009–2010-es szezon nagy részében. Ám mégis 70-szer lépett pályára a három szezon alatt, így rendszeres játéklehetőséget élvezhetett. A 2010–2011-es szezon eleje azonban újra játékhiányban telt, miután összetűzésbe keveredett Felix Magath vezetőedzővel, és az átigazolható játékosok listájára került.
2011. január 14-én kiderült, hogy az angol Premier League-beli csapat, a Blackburn Rovers érdeklődést mutatott Jones kölcsönbe való igazolásához, azzal a céllal, hogy Jones-szal szerződést köthessenek a 2010–11-es szezon végére. A Rovers játékos Vince Grella rendszeres sérülésekkel küszködött, így a Roversnek új védő szerepkörű játékos után kellett néznie, és az új Rovers menedzser, Steve Kean újonnan alakuló legénységébe Jones tökéletesen illeszkedett. Január 15-én Kean megerősítette, hogy a megállapodásra a jövő héten kerül sor.
2011. január 18-án a klub által megerősítést nyert, hogy Jones a szezon végéig kölcsönbe aláírt a Rovers-hez. Jones a Premier League-ben 2011. január 23-án mutatkozott be egy hazai, az Ewood Parkban játszott, West Bromwich Albion elleni 2–0-ra megnyert mérkőzésen, ahol a meccset végigjátszva a klubban való első szereplésekor a „meccs emberévé” választották. 2011. április 30-án Jones újból a meccs embere lett 90 percet játszva a Bolton Wanderers elleni 1–0-ra megnyert meccs alkalmával az Ewood Parkban. Jones 2011. május 7-én az Upton Parkban, a West Ham United-dal játszott 1–1-es döntetlen alkalmával is a teljes játékidő alatt a pályán volt. 2011. május 14-én Jones a kezdőcsapatban volt a Manchester United ellen az Ewood Parkban, s egy sárga lapot is elkönyvelhetett Phil Dowd bírótól, majd a 73. percben David Dunn érkezett a helyére. 2011. május 22-én a Wolverhampton Wanderers elleni, a Molineux-ban játszott meccsen szintén 90 percet töltött a pályán, a szezonzáró 3–2-es Rovers győzelemmel zárult. A Barclays Premier League-ben összesen 15 alkalommal szerepelt a kezdőcsapatban és összesen 8 sárga lapot gyűjtött.

### A válogatottban
Miután Jones betört az Eintracht Frankfurt csapatába, meghívót kapott Németország nemzeti U21-es labdarúgó-válogatottjába, és a szurkolók kedvence lett, némileg külső megjelenése okán is.
Bár Jones négy alkalommal is játszott a német U21-es válogatottban, a felnőtt csapatból általában kiszorult, kivéve néhány barátságos meccs cserejátékosi szerepét. 2009 júniusában Jones a médiának kijelentette, hogy elérhető lesz az Egyesült Államok férfi labdarúgó-válogatottja részére, miután számára világossá vált, hogy az akkor német vezetőedző, Joachim Löw nem számít rá a német csapat tagjaként. Jones-nak lehetősége volt erre egy új FIFA-döntés alapján, miszerint egy játékos válthat nemzeti labdarúgó-válogatottat, ha azelőtt még nem játszott a felnőtt csapat tagjaként hivatalos FIFA meccsen, a szabály szerint a junior meccsek nem számítanak. Jones jogosult lehetett, köszönhetően édesapja amerikai állampolgárságának. 2009. október 20-án a FIFA jóváhagyta Jones csatlakozását az amerikai nemzeti csapathoz. Az amerikai nemzeti csapattal 2010 márciusában találkozott először, s Tim Howard szerint „remekül” beilleszkedett. Végül Jones nem épült fel időben a világbajnokságra való szereplésre.
2010. augusztus 4-én Jones meghívót kapott a nemzeti válogatottba, az augusztus 10-ei, Brazília elleni meccsre. Azonban a következő napon Jones visszalépett a csapatban való szerepléstől, erőnléti aggályaira hivatkozva, az előző évi sérüléséből kifolyóan. Jones szerepelt azon a listán, amelyen az októberben Lengyelország és Kolumbia ellen játszott barátságos mérkőzéseken részt vevő játékosok voltak megtalálhatóak. Az Amerikai labdarúgó-válogatottban Lengyelország ellen mutatkozott be, ahol a 13. percben szerzett Jozy Altidore gól gólpasszát adta. Jones első válogatottbeli gólját látszólag 2011. június 19-én szerezte a Jamaica elleni CONCACAF-aranykupa negyeddöntő meccsen, ám a gólt később egy jamaicai védő öngóljának ítélték. 2012. január 21-én Jones a csapatkapitány volt a Venezuela ellen 1–0-ra megnyert barátságos mérkőzésen. Az amerikai média mind Jones csapatkapitányi kinevezése, mind Jürgen Klinsmann döntése ellen szavát emelte.

## Fordítás
- Ez a szócikk részben vagy egészben a Jermaine Jones című angol Wikipédia-szócikk ezen változatának fordításán alapul.  Az eredeti cikk szerkesztőit annak laptörténete sorolja fel. Ez a jelzés csupán a megfogalmazás eredetét és a szerzői jogokat jelzi, nem szolgál a cikkben szereplő információk forrásmegjelöléseként.